# Югло, Мишель
Мишель Югло́ (фр. Michel Huglo, 14 декабря 1921, Лилль, Франция — 13 мая 2012, Вашингтон, США) — французский и американский медиевист, музыковед, источниковед. Один из крупнейших в XX веке исследователей григорианского хорала и средневековой теории музыки.

## Биография и творчество
В 1940 принял монашеский постриг в Солемском аббатстве. Изучал философию и теологию в Солеме. В 1949 вошёл в группу учёных «Paléographie Musicale», которой Рим поручил работу по реконструкции григорианского хорала. В 1960 оставил монастырь и ушёл в мир. В 1969 в Сорбонне защитил докторскую диссертацию по тонариям. С 1962 научный сотрудник, а с 1972 — научный руководитель одного из институтов Национального центра научных исследований (CNRS) Франции. Преподавал в Свободном университете Брюсселя (1974-87), приглашённый профессор Венского университета (1990), Принстонского университета (1990-91), Нью-Йоркского университета (1993). С 1988 года, женившись на американке Барбаре Хагг (Haggh), жил преимущественно в США, где с 2000 до конца жизни преподавал (в должности адъюнкт-профессора) музыкальную медиевистику в университете шт. Мэриленд. 
Неутомимый источниковед, Югло постоянно занимался разысканием памятников средневековой духовной музыки, описывал и публиковал их. Помимо нотных рукописей исследовал средневековые музыкально-теорические трактаты (в т.ч. доказал ложность атрибуции нескольких трудов, приписывавшихся до того Одону из Клюни). Совместно с Кристианом Мейером и Нэнси Филлипс опубликовал каталог средневековых музыкально-теоретических рукописей (два тома RISM) в ФРГ и США. Написал ряд статей в авторитетные музыкальные словари и энциклопедии: Музыкальный словарь Римана (12-е издание, Sachteil), Die Musik in Geschichte und Gegenwart (второе издание) и The New Grove Dictionary of Music and Musicians (Odo, Tonary etc.) 2001 г. Другие научные интересы Югло: региональные (амвросианская, староримская, беневентанская) традиции григорианского пения, процессиональные антифоны, взаимодействие Запада и Востока в эволюции распева, терминология невм, ранняя французская полифония.
Многие статьи Югло и его (единственная) книга «Тонарии» (1971) завоевали всемирное признание в среде музыковедов-медиевистов. Собрание статей Югло в четырёх томах (с разными тематическими заголовками) опубликовано в Великобритании в 2004-05 гг.

## Сочинения (выборка)
- L’ancienne version latine de l’hymne acathiste // Le Muséon 64 (1951), 27–61;
- Un tonaire du Graduel de la fin du VIIIe siècle (Bibliothèque Nationale lat.13159) // Revue grégorienne, xxxi (1952), 176–86, 224–33;
- Le chant "vieux-romain": manuscrits et témoins indirects // Sacris erudiri 6 (1954), 96–124;
- Les noms des neumes et leur origine // EG 1 (1954), 53–67;
- La chironomie médiévale // Revue de Musicology 49 (1963), 155–71;
- Le domaine de la notation bretonne // Acta Musicologica XXXV (1963), 54–84;
- Relations musicales entre Byzance et l’Occident // Byzantine Studies XIII. Oxford, 1966, 267–80;
- L’auteur du "Dialogue sur la Musique" attribué à Odon // Revue de Musicologie 55 (1969), 119–71;
- Les tonaires: inventaires, analyse, comparaison. Paris, 1971;
- Der Prolog des Odo zugeschrieben "Dialogus de musica" // Archiv für Musikwissenschaft 28 (1971), 134–46;
- L’introduction en Occident des formules Byzantines d’intonation // Studies in Eastern Chant 3 (1973), pp.81-90;
- Les instruments de musique chez Hucbald // Mélanges à la mémoire d’André Boutemy, ed. G.Cambier. Brussels, 1976, 173–96;
- L'auteur du traité de musique dédié à Fulgence d'Affligem // RBM 36 (1977), 5–19;
- Les débuts de la polyphonie à Paris: les premiers organa parisiens’, Forum musicologicum, iii (1982), 93–163;
- L'ancien chant bénéventain // Ecclesia orans II (1985), 265–93;
- ed., with C. Meyer: The Theory of Music: Manuscripts from the Carolingian Era to c.1500 in the Federal Republic of Germany  // RISM, B/III/3 (1986);
- ed., with N. Phillips: Manuscripts from the Carolingian Era up to c.1500 in Great Britain and in the United States: United States of America // RISM, B/III/4 (1992);
- Liturgische Gesangbücher // Die Musik in Geschichte und Gegenwart. Sachteil. Bd.5. Kassel – Meiningen, 1996, Sp. 1412 ff.
- Les manuscrits du Processional // RISM B XIV. München, 1999;
- Recherche sur la personne et l’oeuvre de Francon // Acta Musicologica LXXI (1999), 1–18;
- Grundlagen und Ansätze der mittelalterlichen Musiktheorie // Geschichte der Musiktheorie. Bd.4: Die Lehre vom einstimmigen liturgischen Gesang. Darmstadt 2000, SS.17-102;
- The Cantatorium, from Charlemagne to the fourteenth century // The study of medieval chant, path and bridges, East and West: in honour of Kenneth Levy. Woodbridge; Rochester: Boydell Press, 2001, pp.89-104.
- (with Barbara Haggh-Huglo) Maius liber – Maius Munus. Origine et destinée du manuscrit "F" // Revue de Musicologie 90 (2004), pp.193-230;

### Сборники его статей
- Les sources du plain-chant et de la musique médiévale // Variorum collected studies, 800. Aldershot (Hampshire): Ashgate 2004. ISBN 978-0-86078-947-5 (оглавление сборника)
- Les anciens répertoires de plain-chant // Variorum collected studies, 804. Aldershot (Hampshire): Ashgate 2005. ISBN 978-0-86078-945-1
- Chant grégorien et musique médiévale // Variorum collected studies, 814. Aldershot (Hampshire): Ashgate 2005. ISBN 978-0-86078-950-5
- La théorie de la musique antique et médiévale // Variorum collected studies, 822. Aldershot (Hampshire): Ashgate 2005. ISBN 978-0-86078-946-8

## Редакторская работа
- Fonti e paleografia del canto ambrosiano. Milano, 1956 (Archivo ambrosiano 7)